# كيث إيدي
كيث إيدي (بالإنجليزية: Keith Eddy)‏ (23 أكتوبر 1944 في المملكة المتحدة - 10 أكتوبر 2022) هو مدرب كرة قدم ولاعب كرة قدم بريطاني في مركز الوسط. لعب مع شيفيلد يونايتد ونادي واتفورد ونيويورك كوسموس ونادي بارو.

## وصلات خارجية
- كيث إيدي على موقع قاعدة بيانات كرة القدم.إي يو (الإنجليزية)